# Museu do Vinho e da Vinha (Madeira)
O Museu do Vinho e da Vinha é um museu português sobre a vitivinicultura madeirense, localizado na freguesia do Arco de São Jorge, em Santana, Madeira.
É constituído por uma antiga adega recuperada, onde estão expostos vários utensílios usados na vinicultura, e por um campo de vinhas, o Campo Experimental de Viticultura do Arco de São Jorge, no qual podem ser observados, ao vivo, vários ciclos da vinha e diferentes castas cultivadas. Nestas instalações, há também uma loja que vende produtos regionais, como vinhos, pão caseiro, bolos, broas de mel e peças em vime.

## História
O museu surgiu no âmbito do projeto "Raízes" do programa comunitário INTERREG III B, financiado pelo FEDER, que tem por objetivo promover o potencial produtivo ligado às raízes tradicionais dos povos. Uma iniciativa da Associação Santana Cidade Solidária (ASCS) e da Associação dos Jovens Agricultores da Madeira e do Porto Santo (AJAMPS), com a colaboração da Secretaria Regional do Ambiente e Recursos Naturais, através do Instituto do Vinho da Madeira.
Foi inaugurado em 29 de setembro de 2005, representando um investimento na ordem dos 250 000 euros, como um espaço museológico que pretende ser interativo, formado pela antiga adega que foi reabilitada para instalar os instrumentos usados na vitivinicultura, e pelo campo experimental, onde se cultivam vinhas de castas brancas e tintas.
Os diferentes núcleos temáticos, dispostos em duas salas e numa garrafeira, possibilitam conhecer os utensílios usados desde o início do século XX à década de 1990, de valor etnográfico, histórico e técnico, incluindo os três lagares recuperados e ainda dois painéis fotográficos. Os objetos expostos estão identificados com a sua designação, uma breve descrição da sua função, a data (década) e o nome do doador, dado que a quase totalidade do espólio foi cedida por pessoas locais.
A organização do museu permite conhecer todas as fases do processo de produção do vinho, desde a preparação do solo ao armazenamento do vinho. No final da visita, ocorre uma degustação de vinho da Madeira, acompanhada de doçaria regional. Há, também, uma loja que permite comprar todos os vinhos representados e ainda outros produtos alimentícios regionais.
Desde a sua abertura, o museu tem realizado diversas atividades, como concursos, palestras e jogos alusivos às vendimas, além de acolher exposições temporárias, individuais e coletivas, promovendo artistas e dando visibilidade aos seus trabalhos.